# 施拉德明
施拉德明（德語：Schladming）是奧地利的城鎮，位於該國中部，由施蒂利亞州負責管轄，面積10.3平方公里，海拔高度745米，2014年人口4,402，人口密度每平方公里427人。

## 外部連結
- Schladming （页面存档备份，存于）
- Mountainbike Worldcup in Schladming （页面存档备份，存于）
- Pictures of Schladming （页面存档备份，存于）